# Igreja Batista da Capunga
Igreja Batista da Capunga é uma comunidade de fé cristã, composta hoje por dois mil e quinhentos membros, vinculada à Convenção Batista Brasileira (CBB) e à Convenção Batista de Pernambuco e se reúne no templo situado na Rua Fernandes Vieira, 769, no bairro da Boa Vista, no município do Recife, Estado de Pernambuco.  A igreja está situada no bairro da Boa Vista ao lado do Colégio Americano Batista.
Possui 1200 lugares.